# Vincenzo Peruggia

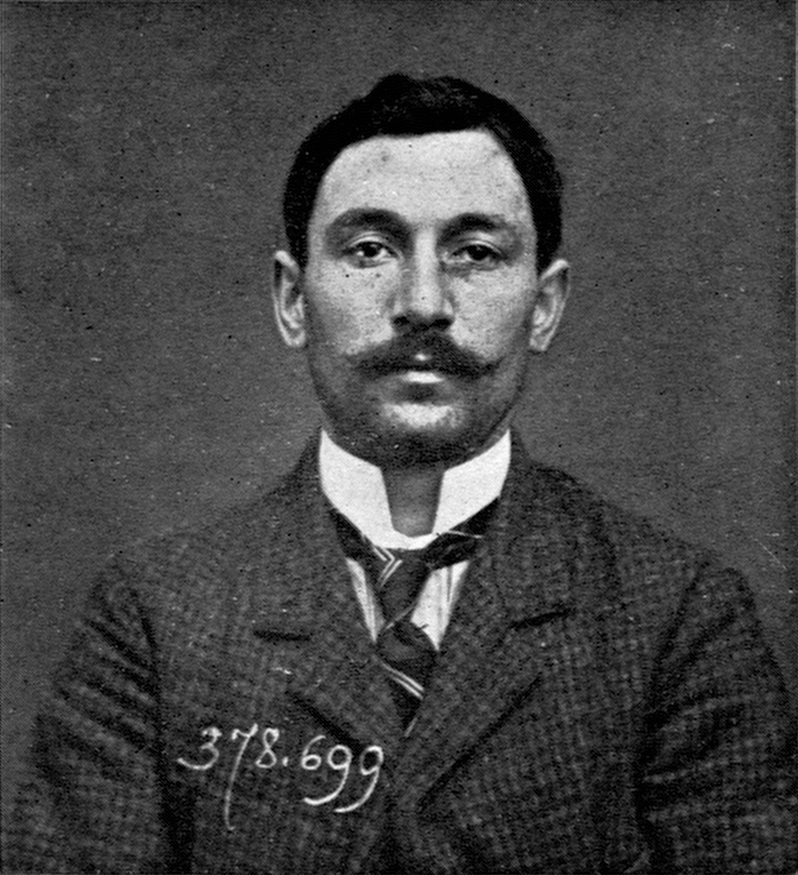
Vincenzo Peruggia

Vincenzo Peruggia (* 8. Oktober 1881 in Dumenza, Provinz Varese, Italien; † 8. Oktober 1925 in Saint-Maur-des-Fossés) war ein italienischer Kunstdieb, der 1911 die Mona Lisa aus dem Louvre stahl.

## Leben
Der aus Dumenza in Italien stammende Peruggia lebte in Frankreich als Anstreicher (er bevorzugte die Bezeichnung Dekorationsmaler) und Gelegenheitsgauner. Peruggia war davon überzeugt, dass die Mona Lisa in ihre italienische „Heimat“ gehöre und daher zurückgebracht werden müsse.
Nach längerer Planung der Aktion stahl er das Kunstwerk am 21. August 1911. Die Räumlichkeiten des Louvre kannte er von einer früheren Anstellung als Glaser; unter anderem war er mit der Anbringung von Schutzglas vor bedeutenden Gemälden und deren Entrahmung befasst und brachte es dabei zu großer Geschicklichkeit. Zugang verschaffte er sich durch den Angestellten-Eingang in einem weißen Kittel. Am gewählten Tag, einem Montag, war der Louvre für Besucher außerdem geschlossen und daher nur wenig Personal im Gebäude. Hinzu kam die Ferienzeit in Paris, so dass das Verschwinden des Gemäldes erst nach 24 Stunden bemerkt wurde. Um wieder aus dem Louvre zu gelangen, schraubte er an einer verschlossenen Tür eines Nebeneingangs zunächst die Klinke ab und bat dann einen zufällig vorbeikommenden Klempner, ihm die Tür zu öffnen.
Eine Offerte einer Pariser Illustrierten über 55.000 Franc, die der Dieb erhalten sollte, sofern er das Kunstwerk noch vor dem 1. September zurückgäbe, ließ Peruggia verstreichen. Danach hielt er das Bild zwei Jahre in seiner Unterkunft in der Rue de L’Hôpital-Saint-Louis versteckt. Auch bei einer routinemäßigen Überprüfung aller kurz zuvor im Louvre tätig gewesenen Glaser wurde das Bild nicht gefunden. Peruggia konnte trotz eines fehlenden Alibis für den fraglichen Tag alle Fragen des Polizeibeamten beantworten und wurde daher nicht weiter untersucht.
Zwei Jahre lang wurde mit großem Aufwand im In- und Ausland vergeblich nach dem Dieb gesucht. Am 29. November 1913 erhielt der Florentiner Antiquitätenhändler Alfredo Geri einen Brief von „Vincenzo Leonardo, Paris, Place de la République, postlagernd“, in dem die Mona Lisa zum Kauf angeboten wurde. Geri hielt das für einen Scherz und ging erst auf Anraten seines Freundes Giovanni Poggi, des Direktors der Florentiner Uffizien, auf das Angebot ein. Am 10. Dezember 1913 traf sich Geri in Florenz mit Peruggia, der zur Deckung seiner „Unkosten“ 500.000 Lire (was 2009 einem Wert von etwa 1,5 Millionen Euro entsprach) verlangte.
Am nächsten Tag begutachteten Geri und Poggi das Bild von Peruggia im Hotel Tripoli an der Via Panzani. Dort überzeugten sich der Händler und der Museumsdirektor anhand der Inventarnummer (Nr. 316) des Louvre und durch Vergleich der Rissbildungen von der Echtheit des Gemäldes und vereinbarten den Kauf für den 12. Dezember. Dann informierten sie umgehend die Polizei, so dass Peruggia verhaftet und das Kunstwerk sichergestellt wurde.
Vor der Rückgabe des Gemäldes wurde es in Florenz, Rom und Mailand ausgestellt. Am 31. Dezember 1913 kehrte das Gemälde in den Louvre zurück.
Mit Hilfe eines psychiatrischen Gutachtens wurden Peruggia vor Gericht mildernde Umstände gewährt. Einige Tage vor dem Prozess am 4. und 5. Juni 1914 stellte der Psychiater Paolo Amaldi (1865–1956) dem Angeklagten die Frage: „Auf einem Baum sitzen zwei Vögel. Wenn ein Jäger auf einen von ihnen schießt, wie viele bleiben dann auf dem Baum?“ „Einer!“, antwortete Peruggia. „Schwachsinnig!“ (Deficiente!), donnerte der Arzt – die richtige Antwort wäre „keiner“ gewesen, da der andere davongeflogen wäre. So wurde Peruggia nur zu einem Jahr und 15 Tagen Haft verurteilt. Nach Berufung durch seinen Verteidiger wurde die Strafe auf sieben Monate und acht Tage verkürzt. Da er diese Zeit aber bereits in Untersuchungshaft verbracht hatte, konnte er das Gericht als freier Mann verlassen.
In Italien wurde Peruggia wie ein Nationalheld gefeiert. Nach seiner Freilassung diente er als Soldat in der italienischen Armee im Ersten Weltkrieg. Nach dem Krieg kehrte er nach Frankreich zurück und eröffnete eine Lackiererei in einem Dorf im Département Haute-Savoie. Er heiratete später und hatte eine Tochter. Er starb an seinem 44. Geburtstag 1925 an einer Bleivergiftung in Saint-Maur-des-Fossés und liegt auf dem Friedhof Condé begraben. Seine 1924 geborene Tochter Celestina unterstützte 2008 mit ihren beiden Kindern eine Dokumentation des Dokumentarfilmers Joe Medeiros über Vincenzo Peruggia und seine Motive für den Diebstahl der Mona Lisa. Celestina Peruggia starb 2011.
Der französische Journalist und Kunsthistoriker Jerôme Coignard recherchierte den Diebstahl jahrelang. Er hielt es für unwahrscheinlich, dass Peruggia von selbst auf die Idee zu einem Diebstahl gekommen wäre und trat 2011 mit Thesen an die Öffentlichkeit, ein gewisser Otto Rosenberg (* 1868) aus Köln hätte Peruggia zur Tat angestiftet. Rosenberg war als Kleinkrimineller und Spieler bekannt und zählte schon damals zum großen Kreis der Verdächtigen.

## Auswirkung auf die Kriminalistik
Der Diebstahl offenbarte die Fehler der in Frankreich bis dahin üblichen Identifikationstechnik Bertillonage, bei der Personen anhand von Körpermaßen und nicht wie heute üblich auf Basis von Fingerabdrücken identifiziert wurden. Peruggia hatte sowohl auf einer Glasscheibe als auch auf einer Türklinke seine Fingerabdrücke hinterlassen. Sie waren bereits seit 1909 registriert, konnten jedoch in den Tausenden nach Körpermaßen sortierten Karteikästen nicht gefunden werden. Mit Bekanntwerden dieses Schwachpunktes war das Ende von Alphonse Bertillons System besiegelt, nachdem sich die Daktyloskopie schon in anderen Fällen als das bessere System bewiesen hatte.

## Künstlerische Rezeption
Der Raub des Gemäldes und die Medienaufmerksamkeit durch die zweijährige Suche trugen viel zur Beförderung von dessen Ruhm bei.
1931 entstand eine deutsche Filmkomödie über den Diebstahl der Mona Lisa mit dem Titel Der Raub der Mona Lisa mit Willi Forst in der Rolle des Vincenzo Peruggia. Die Geschichte des Diebstahls wurde 1966 ebenfalls von Michel Deville unter dem Titel Der Dieb der Mona Lisa verfilmt, in dem George Chakiris den Dieb darstellte. Im Dreiteiler Belle Époque (1995) ist der Raub im dritten Teil ein Thema, in dem Francesco Casale die Rolle des Vincenzo Peruggia spielte. Im Jahr 2006 produzierte Fabrizio Costa für das italienische Fernsehen den Film L’uomo che rubò la Gioconda. In diesem übernahm Alessandro Preziosi die Rolle des Peruggia.
Im Jahr 2015 brachte das Kleine Theater Berlin das Stück Der Raub der Mona Lisa als „Musikalische Krimikomödie nach einer wahren Geschichte“ auf die Bühne.
2023 veröffentlichte Tom Hillenbrand mit Die Erfindung des Lächelns einen historischen Roman, in dem er den Diebstahl der Mona Lisa durch Peruggia verarbeitet und mit anderen zeitgenössischen Personen und Ereignissen verflicht.